# Notoedres cati
Notoedres cati é uma espécie de ácaro de distribuição cosmopolita responsável por causar a sarna notoédrica, conhecida também como escabiose felina. A doença parasitária é altamente contagiosa, acomete principalmente felinos, mas a espécie também pode parasitar outros animais, como coelhos, ratos, inclusive humanos. É comum que a infestação seja mista e que outros ácaros também parasitem o hospedeiro.

## Morfologia
O ácaro é morfologicamente similar ao Sarcoptes scabiei que causa sarna canina.Seu corpo é globoso e seu tegumento é estriado, a face dorsal apresenta escamas moles e alguns espinhos delgados e longos. Como características diferenciais apresentam gnatossoma curto e largo, apódema em forma de "Y", pedicelo longo não segmentado e ânus dorsal. O dimorfismo sexual pode ser identificado pela distribuição das ventosas nos tarsos. Os machos apresentam ventosas ambulacrárias nas pernas I, II e IV e as fêmeas apresentam ventosas nas pernas I e II. 

## Ciclo de Vida
O ciclo evolutivo é semelhante ao de Sarcoptes scabei. A fêmea ovígera põe aproximadamente sessenta ovos nas galerias por ela escavada durante três a quatro semanas, depois das quais morre. O ciclo evolutivo completo é de aproximadamente vinte dias.

## Patogenia
A infecção manifesta-se como lesões escamosas, secas, com crostas nas bordas das orelhas e na face e pele espessada e algo coriácea. A sintomatologia clínica é caracterizada por prurido, frequentemente, intenso e pode haver graves escoriações na cabeça e no pescoço por arranhaduras. Nos casos típicos, as lesões aparecem primeiramente na borda medial do pavilhão auricular e em seguida se disseminam rapidamente pelas orelhas, face, pálpebras e pescoço. Pode difundir-se para as patas e a cauda por contato quanto o gato se limpa e dorme.